# Танабэ, Хисао
Хиса́о Тана́бэ (яп. 田辺尚雄; 16 августа 1883 — 5 марта 1984) — японский музыковед и педагог.

## Биография
Учился игре на скрипке у придворного музыканта О. Тадамото. В 1903—1905 продолжил обучение в Императорской высшей школе музыки и изобразительных искусств в Токио. Изучал частным образом музыкально-теоретические предметы и композицию у профессора Н. Пери. Одновременно был студентом физического факультета Токийского университета. В 1907—1909 годах прошёл курс аспирантуры. Считается одним из основоположников японского музыковедения. Изучал культуру не только Японии, но и всего дальневосточного региона, в частности Кореи. Уделял так же внимание исследованию европейской музыки и свойств музыкальной акустики. Сам писал музыку в европейском стиле. В 1920-х годах экспериментировал с музыкальным инструментом кокю, создав басовую разновидность — рэйкин (яп. 玲琴).
В 1936 году Танабэ становится Президентом общества исследования музыки Азии. В 1927 году становится профессором истории японской музыки института Кокугакуин. В 1934 году преподаёт в Высшей музыкальной школе. В 1947 году становится профессором университета Васэда, а в 1949 году — консерватории Мусасино в Токио. Преподавал так же в Токийском университете. Среди учеников — Эйси Киккава.
Ещё при его жизни (в год его столетия) была учреждена престижная Премия Хисао Танабэ, вручаемая ежегодно с 1983 года.

## Сочинения
- Трактат о музыке Востока. — Токио, 1929.  (яп.)
- История восточной музыки. — Токио, 1930.  (яп.)
- Очерки развития японской музыки. — Токио, 1935.  (яп.)
- Музыка в Японии. — Токио, 1947.  (яп.)
- История японской музыки. — Токио, 1963.  (яп.)
- История происхождения сямисэна. — Токио, 1963.  (яп.)
- Японские музыкальные инструменты. — Токио, 1964.  (яп.)
- Японская музыка. — Токио, 1966.  (яп.)
- История азиатской музыки. — Токио, 1970.  (яп.)